# 매과
매과는 매목에 속하는 맹금류 과이다. 약 60여 종으로 이루어져 있다.

## 하위 속
| - 카라카라속 (Caracara) - Daptrius - Herpetotheres - Ibycter - Micrastur - Milvago | - Phalcoboenus - 매속 (Falco) - Microhierax - Polihierax - Spiziapteryx |